# La Nantaise
 (février 2023).
Si vous disposez d'ouvrages ou d'articles de référence ou si vous connaissez des sites web de qualité traitant du thème abordé ici, merci de compléter l'article en donnant les références utiles à sa vérifiabilité et en les liant à la section « Notes et références ».
La Nantaise est un club de gymnastique basé à Nantes fondé en 1883. Depuis cette date, le club forme des gymnastes de haut niveau, proposant également une pratique loisir de la gymnastique. Il participe à la vie de la Fédération française de gymnastique (FFGym) en organisant des évènements tels que les championnats de France. Au classement global de la FFGym, La Nantaise occupe les toutes premières places[réf. nécessaire].

## Gymnastes importants
- Armand Coidelle (victoire de la France aux Championnats du monde de 1909)
- Georges Guelzec (participe aux Jeux olympiques de Munich en 1972)
- Patrick Boutet (participe aux Jeux olympiques de Montréal en 1976)
- Fabrice Guelzec (Champion de France en 1992. La même année, il participe aux Jeux olympiques de Barcelone)

## Dates importantes
- 1883 : fondation officielle du club.
- 1945 : la gymnastique devient la seule activité du club après la guerre. Une section féminine est créée.
- 1980 : création de la section GRS.
- 1983 : la Nantaise organise une rencontre France/États-Unis pour son centenaire.
- 1993 : la Nantaise est le premier club de gym français (plus de 600 licenciés et 50 entraineurs). Également le premier club au classement FFGym.
- 2003 : organisation de la rencontre France/Chine pour les 120 ans du club.
- 23 janvier 2010 : le président de La Nantaise Georges Guelzec devient le 4e président de l'Union européenne de gymnastique. cette même année, Laurent Guelzec devient entraîneur de l'équipe de France masculine.